# Maria Helena Miączyńska
Maria Helena Miączyńska z domu Strzelecka (ur. 5 kwietnia 1870 w Wieliczce, zm. ok. 1932) – polska śpiewaczka (sopran dramatyczny), ceniona nauczycielka śpiewu.

## Życie rodzinne
Urodziła się 5 kwietnia 1870 w Wieliczce jako córka Stanisława Okszy-Strzeleckiego, starszego radcy górniczego (ur. 29 sierpnia 1833 w Bochni) oraz Marii Heleny z Żuk-Skarszewskich (ur. 6 września 1839 w Siedlcach). Około 1902 wyszła za mąż za hr. Władysława Miączyńskiego, po roku owdowiała. Była ciotką aktora i reżysera Czesława Strzeleckiego-Krugera (ur. 11.09.1897 Zagórz Stary k. Sanoka).

## Kariera artystyczna w Małopolsce
Odbywała naukę śpiewu we Lwowie u Adeliny Paschalis-Souvester, ukończyła wiedeńską szkołę u Pauliny Lucca, kolejno kształciła się u najlepszych mistrzów w Mediolanie, u Ricci-Sabatelli. Występowała w operze Rossiniego w Wenecji jako primadonna m.in. w „Tosce”, „Damie Pikowej”. W Polsce początkowo koncertowała jako Helena Strzelecka, wykonywała arie operowe i pieśni podczas koncertów w Krakowie (4.05.1895 i 10.11.1898) oraz Zakopanem (11.01.1903). Powróciła do Polski w 1906 dając koncerty solowe, a także współpracując z Krakowskim Chórem Akademickim (18.05.1906 i 8.04.1908). Występowała też w Tarnowie (9.10.1907), w Warszawie (17.01.1909), Krakowie (31.10.1909). Wkrótce rozpoczęła pracę pedagogiczną i prowadziła klasę śpiewu solowego najpierw w Krakowie w 1909, a później w Przemyślu w latach 1910-1914.

## Pobyt w Poznaniu
Po zakończeniu I wojny światowej przeniosła się do Poznania. W tym czasie artystka posługiwała się dwoma imionami: Maria Helena, co być może związane było z chęcią odróżnienia się od hr. Heleny Miączyńskiej z Będlewa koło Poznania. Na programach popisów jej uczniów i uczennic z lat 1923–1928 widnieją dwa imiona: Maria Helena. Była profesorem śpiewu w Państwowym Konserwatorium Muzycznym w Poznaniu od 1920 do 1922, opuściwszy to stanowisko założyła prywatną szkołę śpiewu w Poznaniu i prowadziła ją od 1923 do 1929 przyciągając dużą liczbę studentów. Coroczne popisy jej uczniów i uczennic cieszyły się zainteresowaniem miłośników śpiewu, były rodzajem publicznego egzaminu, zdobywały pochlebne recenzje w prasie. W repertuarze wokalnym uczniów wykorzystywała utwory mistrzów europejskich oraz współczesnych kompozytorów polskich. Jako profesorka śpiewu korzystała z niezbędnego akompaniamentu fortepianowego wielu wybitnych pianistów: prof. Feliksa Nowowiejskiego, prof. Stanisława Sauera, Olgi Karpackiej, którzy występowali też z własnym repertuarem podczas koncertów jej uczniów. Była ciotką aktora i reżysera Czesława Strzeleckiego-Krugera, kształciła jego piękny głos barytonowy w okresie, kiedy występował w Teatrze Nowym w Poznaniu i dwukrotnie uczestniczył w popisach uczniów jej szkoły w 1924 i 1925. Od października 1929 Maria Helena Miączyńska prowadziła klasę śpiewu przy Poznańskim Instytucie Muzycznym Eugeniusza Sokołowskiego. Maria Helena Miączyńska była zaprzyjaźniona z rodziną Feliksa Nowowiejskiego (ur. 1877, zm. 1946), znajomość ta zapewne powstała jeszcze w okresie jej pobytu w Krakowie. W Poznaniu była zapraszana na okolicznościowe przyjęcia rodzinne, spotykała się tam z elitą ówczesnego świata muzycznego, dziennikarskiego i artystycznego. Pisze o tym Kazimierz Nowowiejski w książce pt. Pod zielonym Pegazem, 1971.

## Ocena dokonań artystycznych
Według oceny krytyka muzycznego Michała Toepfera, Miączyńska umiała przekazać swoim uczniom wiadomości oraz metodę włoskiego bel canta, którą sama nabyła w trakcie kształcenia. Jej uczennice, wkrótce po ukończeniu nauki z powodzeniem koncertowały, a w późniejszym okresie udzielały lekcji muzyki bądź śpiewu w szkołach muzycznych w Poznaniu.

## Znane uczennice
- Łucja Pieprzówna, występy w 1929 roku, nauczycielka śpiewu od 1932,
- Maria Piechocka zam. Donat, występy w radiu 1930, koncert w Ostrowie Wlkp. 1931, nauczycielka muzyki w Wielkopolskim Studium Muzycznym (1951-1971),
- Bogna Milska-Schechtlowa, występy w 1929, koncert w radio pieśni rosyjskie; koncert w radio poświęcony pamięci M. Karłowicza (24.02.1931), nauczycielka w Państwowej Szkole Muzycznej od 1949,
- Natalia Radlińska-Kwiczalowa, występ w 1923, recital kameralnej pieśniarki 1931; nauczycielka śpiewu od 1952 w Poznaniu m.in. uczyła Mieczysława Dondajewskiego,
- Włodzimiera Jarochowska, występy w 1929 i 1930,
- Maria Gąsiorowska, występy w 1929 i 1930, występy w Teatrze Wielkim.